# Крилівське
Кри́лівське — село в Україні, у Широківській сільській громаді Запорізького району Запорізької області. Населення становить 42 осіб. До 2020 орган місцевого самоврядування — Миколай-Пільська сільська рада.

## Географія
Село Крилівське знаходиться за 2 км від правого берега річки Дніпро, на відстані 0,5 км від села Августинівка і за 1 км від села Новопетрівка. По селу протікає пересихаючий струмок з загатою.

## Історія
12 червня 2020 року, відповідно до Розпорядження Кабінету Міністрів України від № 713-р «Про визначення адміністративних центрів та затвердження територій територіальних громад Запорізької області», увійшло до складу Широківської сільської громади.
19 липня 2020 року, в результаті адміністративно-територіальної реформи та ліквідації колишнього Запорізького району (1965-2020), село увійшло до складу новоутвореного Запорізького району.